# Anillinus virginiae
Anillinus virginiae är en skalbaggsart som beskrevs av René Gabriel Jeannel. Anillinus virginiae ingår i släktet Anillinus och familjen jordlöpare. Inga underarter finns listade i Catalogue of Life.